# خنار آندرینوا
گنار آندرینوا (به اسپانیایی: Genar Andrinúa) بازیکن فوتبال اهل اسپانیا است که از سال ۱۹۸۷ تا ۱۹۹۰ میلادی عضو تیم ملی فوتبال اسپانیا بوده و در ۲۸ بازی ملی حضور داشته‌است. او در بازی‌های ملی‌اش ۲ گل به ثمر رساند.